# Powstanie kwietniowe
Powstanie kwietniowe (bułg. Априлско въстание) – największe powstanie narodowe Bułgarów przeciwko rządom Imperium Osmańskiego. Za moment rozpoczęcia powstania przyjmuje się 20 kwietnia?/2 maja 1876, gdy wybuchły walki w Kopriwszticy (zapis datowania w starym stylu odnosi się do kalendarza juliańskiego obowiązującego w Bułgarii do 1916 roku).
Powstanie na ziemiach macedońskich w maju 1876, zdaniem autorów bułgarskich stanowiące część powstania kwietniowego, nosi nazwę powstania razłowieckiego.

## Geneza
Od 1396 roku Bułgaria była częścią państwa osmańskiego. Stosowanie uciążliwych represji Turków wobec ludności bułgarskiej, polegających m.in. na przymusowym nawracaniu z prawosławia na islam oraz wcielaniu młodzieży męskiej do oddziałów janczarskich itp., podtrzymywało silną niechęć do władzy sułtańskiej. Od roku 1828 Turcja przeżywała zewnętrzny i wewnętrzny kryzys, nasilający się w połowie lat 70. XIX wieku. Z uwagi na wizję bankructwa państwa, w 1875 r. zwiększono podatki od ludności niemuzułmańskiej, co było jedną z przyczyn powstań na obszarze Hercegowiny oraz w Starej Zagorze. Trudności Turków ze stłumieniem pierwszego utwierdziły Bułgarów w przekonaniu o możliwości zbrojnego wywalczenia przez nich niepodległości. Szczególną rolę w rozbudzeniu ich aspiracji niepodległościowych odegrał Wasyl Lewski.

## Przygotowania
W listopadzie 1875 roku doszło do zebrania aktywistów Bułgarskiego Centralnego Komitetu Powstańczego w Giurgiu. Podczas spotkania zdecydowano o utworzeniu na terenie Bułgarii pięciu okręgów (komitetów) powstańczych:
- w Wielkim Tyrnowie (pod przewodnictwem „apostołów” (agitatorów) Stefana Stambołowa, Georgiego Izmirliewa, Christo Karamnikowa, Christo Iwanowa Golemija i innych),
- w Sliwenie („apostołowie” Iłarion Dragostinow, Georgi Ikonomow, Georgi Obretenow i Stoił Wojwoda),
- we Wracy („apostołowie” Stojan Zaimow i Georgi Apostołow),
- w Płowdiwie („apostołowie” Panajot Wołow, Georgi Benkowski, Zachari Stojanow, Todor Kableszkow i inni. Okręg ten, nazywany IV okręgiem powstańczym, odegrał największą rolę w wybuchu i przebiegu powstania),
- w Sofii („apostołowie” Nikoła Obretenow i Nikoła Sławkow).

W toku przygotowań do powstania zaniechano rozwijania komitetu w Sofii z powodu bardzo trudnej sytuacji jego członków, a także przeniesiono IV okręg z Płowdiwu do Panagjuriszte.

## Wybuch

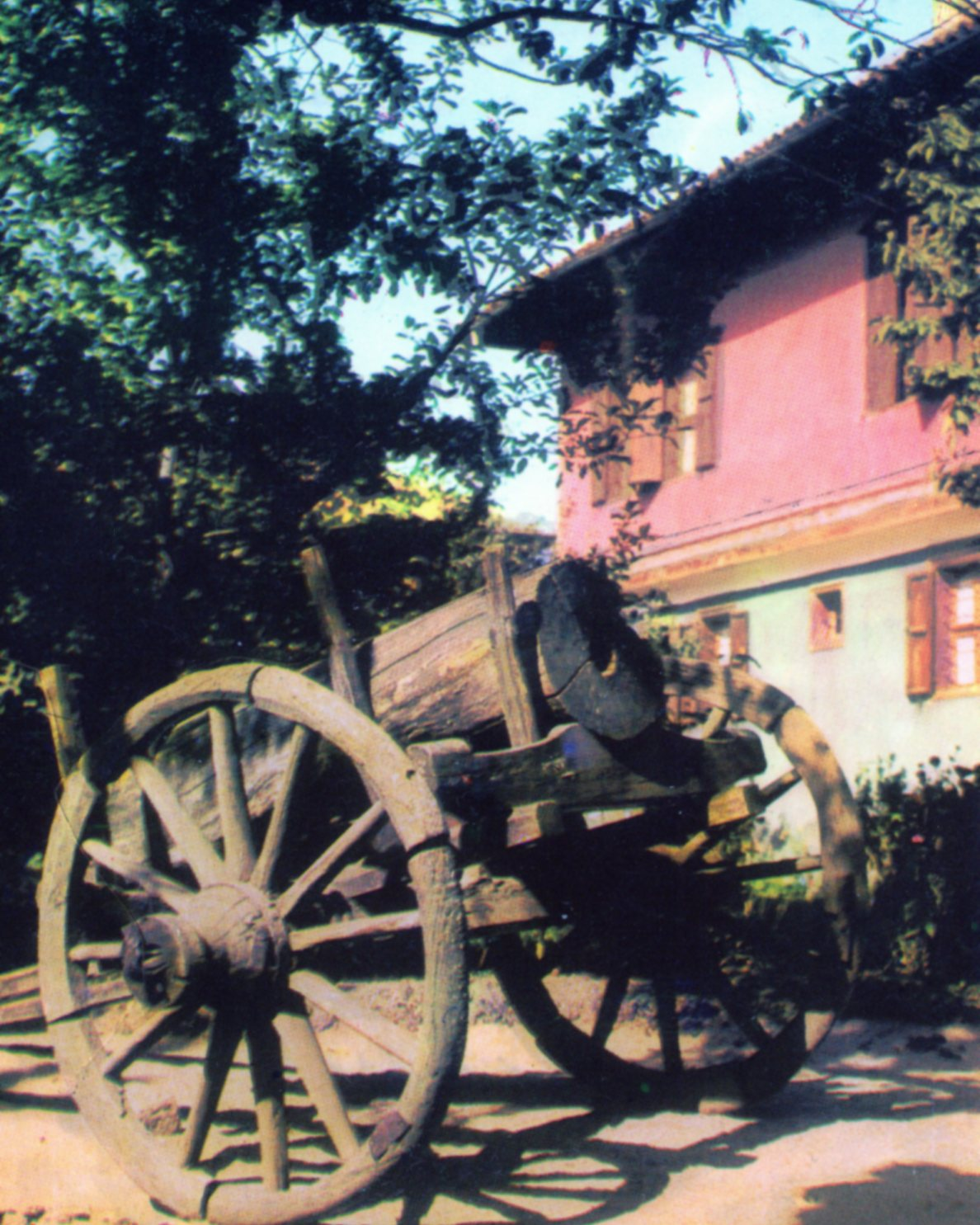
Armata powstańców wykonana z drewna czereśniowego (replika)

Przygotowania do buntu nie uszły uwadze lokalnych władz osmańskich oraz popierającej je ludności muzułmańskiej. Dodatkowo jeden z uczestników walnego zebrania członków IV komitetu (14 kwietnia 1876 w Oboriszte), na którym ustalono wiele szczegółów dotyczących planowanego powstania, przekazał zdobyte informacje Turkom. 19 kwietnia władze osmańskie wysłały z Pazardżiku i Płowdiwu do Kopriwszticy i Panagjuriszte oddziały żandarmerii dla zaaresztowania agitatorów powstania. Następnego dnia, podczas próby uwięzienia Todora Kableszkowa, w Kopriwszticy wywiązała się walka między żandarmami i bułgarskimi spiskowcami. W rezultacie Turcy zostali wyparci z miasta, a ich lokalny zarządca zamordowany. Kableszkow opisał przebieg wydarzeń w tzw. Krwawym Liście, wysłanym do przedstawicieli IV komitetu w Panagjuriszte. Tegoż, odpowiednio do ustaleń podjętych w Oboriszte, Georgi Benkowski ogłosił wybuch powstania (na zebraniu w Giurgiu rozpoczęcie insurekcji wyznaczono na dzień 1 maja 1876, lecz dopuszczano wcześniejszą datę wobec zaistnienia groźby rozbicia spisku). Powstanie wybuchło zatem przedwcześnie, co zaskoczyło niektóre lokalne komitety i niekorzystnie wpłynęło na organizację walki.

## Przebieg
Po ogłoszeniu powstania, w Panagjuriszte (IV okręg powstańczy) sformowano Radę Wojskową (nazywaną także Rządem Tymczasowym), na czele której stanął Paweł Bobekow. Okręg podzielono na dwa rejony: wschodni (obejmujący Kopriwszticę, Klisurę oraz Karłowo), do którego skierowali się powstańcy (zgrupowani w tzw. czetę) pod przywództwem Panajota Wołowa i Georgiego Ikonomowa oraz zachodni (wsie Oboriszte, Poibrene, Bania i inne), w którym walczył Georgi Benkowski dowodzący oddziałem konnym. Inna czeta, pod przywództwem Orczy Wojwody, działała w okolicach Strełczy. 22 kwietnia w Panagjuriszte ogłoszono niepodległość i uroczyście poświęcono sztandar uszyty przez Rajnę Kniaginię.

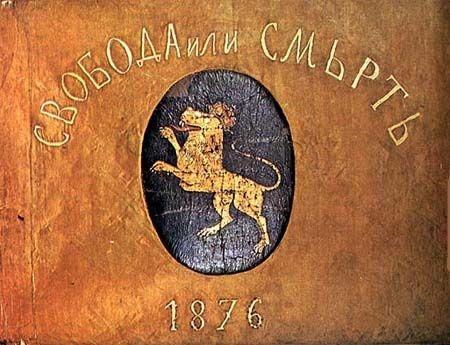
Jeden ze sztandarów powstańców kwietniowych; napis głosi Wolność lub Śmierć.

W odpowiedzi na powstanie Turcy skierowali do walki regularną armię liczącą około 10 tysięcy żołnierzy i wyposażoną w artylerię oraz nieregularne wojska w postaci tzw. baszybuzuków, w sile 80 tysięcy. Siły powstańców, w większości słabo uzbrojonych, liczyły zaledwie 8–10 tysięcy. Już 26 kwietnia padła Klisura, zaatakowana przez dwutysięczną armię Tosun beja. Obóz powstańczy na wzgórzu Eledżik, zaatakowany przez wojska Hasana Paszy, bronił się zaciekle do 1 maja; po jego zdobyciu Turcy zamordowali zgromadzonych w nim Bułgarów, włącznie z kobietami i dziećmi. 30 kwietnia Hafiz pasza zajął Panagjuriszte, które następnie podpalono. Kopriwsztica uniknęła tego losu dzięki wpłaceniu ogromnego okupu. 2 maja wojska Reszida paszy zajęły Peruszticę, 4 maja Ahmed Barutanlijata dowodzący dziesięciotysięczną armią, zdobył Batak, po czym wymordował jego mieszkańców, chroniących się w cerkwi. Bracigowo padło 7 maja, gdy dotarła tam regularna armia Hasana Paszy.
W pozostałych okręgach powstanie wybuchło w znacznie mniejszej skali i było prowadzone przez oddzielne, zwykle kilkudziesięcioosobowe czety. Wybuch powstania w I okręgu znacznie utrudniły masowe aresztowania członków komitetu powstańczego (26 kwietnia do aresztu trafili Georgi Izmirliew i Iwan Panow, później straceni przez powieszenie). W tej sytuacji Stefan Stambołow zdecydował o rozpoczęciu powstania, lecz nie stanął na jego czele. Brak jednolitego dowództwa sprawił, że walki podejmowane w okręgu miały charakter lokalny. 29 kwietnia we wsi Musina pop Chariton z pomocą Baczy Kiry i Christo Karamnikowa sformował czetę liczącą ponad 200 osób, z którą dotarł do klasztoru Drianowskiego. Monaster został wkrótce okrążony przez dziesięciotysięczną armię turecką pod przywództwem Fazli paszy. Po dziewięciu dniach, nocą 7 maja, powstańcy podjęli próbę przebicia się, ale większość z nich zginęła. Podobny los spotkał i inne oddziały powstańców, wśród nich także czetę Christo Botewa, jednego z najsłynniejszych bułgarskich poetów, który zginął w Starej Płaninie.
Niedobitki powstańców w większości schroniły się w masywie Starej Płaniny. Kobiety, dzieci i starcy chronili się w okolicznych lasach. W krytycznych dniach powstania walkę i ucieczkę utrudniał nieoczekiwany w tej porze roku deszcz ze śniegiem.

## Skutki
Powstanie zostało brutalnie spacyfikowane przez wojska osmańskie. Choć dokładna liczba zabitych (zarówno uczestników walk jak i cywilnych ofiar represji) nie jest znana, powszechnie przypuszcza się, że przekracza ona 12 tys., jakkolwiek niektórzy badacze uważają, że było ich około 3 tys.. Około 80 wsi i miast zostało spalonych, zaś 200 splądrowanych. Największe prześladowania dotknęły obszar północnych Rodopów. Kilka tysięcy mieszkańców Bataka zostało zabitych przez nieregularnych żołnierzy osmańskich, w większości wywodzących się z Pomaków. Okrucieństwa dokonane przez Turków zostały opisane przez zagranicznych dziennikarzy, którzy przybyli na tereny Bułgarii po powstaniu. Ich relacje odbiły się szerokim echem w Europie. Wielu polityków (np. William Ewart Gladstone), uczonych (np. Karol Darwin), pisarzy (np. Oscar Wilde i Wiktor Hugo) i rewolucjonistów (np. Giuseppe Garibaldi) publicznie wyraziło swoje oburzenie z powodu brutalnych represji tureckich względem ludności bułgarskiej.
Choć powstanie zakończyło się klęską Bułgarów, zwróciło uwagę mocarstw europejskich na położenie okupowanych przez Turcję narodów bałkańskich. W 1877 w Konstantynopolu odbyła się konferencja z udziałem Turcji, Wielkiej Brytanii, Prus, Austro-Węgier, Francji, Włoch i Rosji, podczas której usiłowano m.in. uzgodnić przyznanie Bułgarii autonomii. Sprzeciw Turcji doprowadził do wybuchu wojny rosyjsko-tureckiej w 1877 roku, w wyniku której Bułgaria ostatecznie odzyskała niepodległość.